# NGC 1034
NGC 1034 este o emission-line galaxy⁠(d) situată în constelația Balena. A fost descoperită în 12 noiembrie 1886 de către Francis Leavenworth.